# Knights of the Cross
Knights of the Cross – siódmy studyjny album heavymetalowej grupy Grave Digger, wydany w 1998 roku przez GUN Records. Jest to drugi album z trylogii poświęconej historii średniowiecza, opowiadający historię Zakonu Templariuszy.

## Lista utworów
1. „Deus Lo Vult” – 2:28
2. „Knights of the Cross” – 4:36
3. „Monks of War” – 3:38
4. „Heroes of this Time” – 4:10
5. „Fanatic Assassins” – 3:41
6. „Lionheart” – 4:33
7. „The Keeper of the Holy Grail” – 5:57
8. „Inquisition” – 3:48
9. „Baphomet” – 4:13
10. „Over the Sea” – 3:51
11. „The Curse of Jacques” – 4:53
12. „The Battle of Bannockburn” – 6:42

### Limitowana edycja
1. „Kill the King” (cover Rainbow) – 4:22
2. „Children of the Grave” (cover Black Sabbath) – 4:26

## Twórcy
- Chris Boltendahl – śpiew
- Uwe Lulis – gitara
- Jens Becker – gitara basowa
- Stefan Arnold – perkusja
- Hans Peter Katzenburg – instrumenty klawiszowe